# Hurts (singel Emeli Sandé)
Hurts – singel szkockiej piosenkarki Emeli Sandé wydany 16 września 2016 nakładem Virgin Records i promujący album Long Live the Angels. Autorami utworu zostali  James Murray, Mustafa Omer, Matthew Holmes, Philip Leigh oraz sama wokalistka. Singel otrzymał w Wielkiej Brytanii status złotej płyty.
Do utworu powstał teledysk, za którego reżyserię odpowiadała Dawn Shadforth. Teledysk miał premierę w serwisie internetowym YouTube 5 października 2016.
Singel był notowany między innymi na 22. miejscu na UK Singles Chart, a także 5. pozycji zestawienia Scottish Singles and Albums Charts.

## Lista utworów
- Digital download[2]

1. „Hurts” – 3:57

- Offaiah remix single[7]

1. „Hurts” (offaiah Edit) – 3:18
2. „Hurts” (offaiah Remix) – 6:51

- Remixes single[8]

1. „Hurts” (Dimention Remix) – 4:37
2. „Hurts” (Jynx Remix) – 5:28

## Notowania na liście sprzedaży
| Kraj            | Notowanie (2016)                   | Najwyższa pozycja | Certyfikat        |
| --------------- | ---------------------------------- | ----------------- | ----------------- |
| Wielka Brytania | UK Singles Chart                   | 22                | - UK: złota płyta |
| Szkocja         | Scottish Singles and Albums Charts | 5                 |                   |
| Szwajcaria      | Schweizer Hitparade                | 40                |                   |
| Irlandia        | Top 100 Singles                    | 54                |                   |
| Belgia          | Ultratop 50 Singles (Flandria)     | 28                |                   |
| Belgia          | Ultratop 50 Singles (Walonia)      | 27                |                   |